# Лука Варфоломеев
Лука Варфоломеев — (Офромеев) — новгородец, сын посадника Варфоломея Юрьевича, в 1333 г. участвовал в посольстве, отправленном из Великого Новгорода в Торжок к вел. кн. Московскому Ивану Данииловичу, пришедшему войною на землю Новгородскую, новгородцы просили мира и звали великого князя к себе в город, но он «мольбы не приял, а их не послушал, миру не да, поеха прочь». Участие Луки Варфоломеева в этих переговорах показывает, что он был влиятельным человеком в Новгороде.
В 1342 г., набрав шайку бродяг холопов сбоев. он без митрополича благословления и владычня отправился в Заволочье; разорив много деревень по Двине и Ваге, он основал для своей безопасности городок Орлец на p. Емце и, скопив Емчан, взял всю заволочскую землю на щит, но был убит заволочанами, как разбойник.
Весть о его смерти пришла в Новгород, где чернь сильно взволновалась, думая, что он убит по подстрекательству посадника Феодора и его сторонников. Сын Луки Онцифор и его партия требовали мести. Граждане разделились на два веча: одно было у св. Софии за Луку, другое на Дворе Ярослава — за посадника; начался горячий спор. Архиепископ Василий и княжеский наместник едва отвратили кровопролитие и докончаша мир межи ими.